# Baptiste Androuet du Cerceau
Baptiste Androuet du Cerceau (* zwischen 1544 und 1547; † 1590 in Paris), auch Jean-Baptiste Androuet du Cerceau genannt, war ein französischer Architekt.
Als Sohn des Baumeisters Jacques I. Androuet du Cerceau folgte er diesem zwischen 1572 und 1577 als Architekt des Schlosses von Charleval (Normandie). Er entwarf die ersten Pläne (1571) für den Bau des Pont Neuf in Paris und setzte nach dem Tod von Jean Bullant den Bau der sogenannten „Kapelle der Valois“ fort, ein von Katharina von Medici für die Grablege der französischen Könige in Saint-Denis in Auftrag gegebenes Mausoleum. Weiter werden ihm der Haupttrakt des heute verschwundenen, aber durch Pläne bekannten Schlosses Liancourt (1583) zugeschrieben und das Schloss von Fresne (heute Ecquevilly) zugeschrieben.
1586 wurde Baptiste Androuet du Cerceau trotz seines Bekenntnisses zum protestantischen Glauben von König Heinrich III. zum architecte ordinaire des bâtiments du roi ernannt.
Das ihm früher zugeschriebene Hôtel d’Angoûleme – heute Hôtel de Lamoignon – in Paris wird jetzt als Werk von Louis Métezeau betrachtet.
Sein Sohn Jean Androuet du Cerceau war ebenfalls Architekt.